# Les Deux Bagarreurs
Pour plus de détails, voir Fiche technique et Distribution.
Les Deux Bagarreurs (Battle of Broadway) est un film américain réalisé par George Marshall, sorti en 1938.

## Fiche technique[1]
- Titre original : Battle of Broadway
- Titre français : Les Deux Bagarreurs
- Réalisation : George Marshall
- Scénario : Lou Breslow et John Patrick
- Direction artistique : Bernard Herzbrun et Albert Hogsett
- Photographie : Barney McGill
- Montage : Jack Murray
- Société de production : 20th Century Fox
- Pays de production : États-Unis
- Format : Noir et blanc - 1,37:1
- Genre : comédie
- Durée : 84 minutes
- Date de sortie : 1938

## Distribution
- Victor McLaglen : Big Ben Wheeler
- Brian Donlevy : Chesty Webb
- Gypsy Rose Lee : Linda Lee
- Raymond Walburn : Homer C. Bundy
- Lynn Bari : Marjorie Clark
- Jane Darwell : Mme Rogers
- Robert Kellard (en) : Jack Bundy
- Sammy Cohen (en) : Turkey
- Esther Muir : Opal Updyke
- Eddie Holden : Svenson
- Hattie McDaniel : Agatha
- Paul Irving : Professeur Halligan
- Frank Moran (en) : Pinky McCann
- Andrew Tombes : Juge Hutchins